# Volksbank Elsen-Wewer-Borchen
Die Volksbank Elsen-Wewer-Borchen eG ist eine Genossenschaftsbank mit Sitz im Stadtteil Elsen in der nordrhein-westfälischen Stadt Paderborn im Kreis Paderborn.

## Geschichte
Die heutige Volksbank Elsen-Wewer-Borchen eG wurde am 18. Oktober 1903 als Spar- und Darlehnskassenverein eGmuH in Elsen gegründet. Im Jahre 1969 fusionierte die Spar- und Darlehnskasse eGmbH Elsen mit der Spar- und Darlehnskasse Kirchborchen eGmbH mit dem Sitz in Kirchborchen und der Spar- und Darlehnskasse Wewer eGmbH mit dem Sitz in Wewer. Im Jahr 1980 fusionierte die Spar- und Darlehnskasse eG Elsen mit der Volksbank Etteln eG mit dem Sitz in Etteln. Mit Eintragung vom 2. Januar 1996 erhielt die Bank ihre heutige Firmierung.
Im Jahre 2020 fusionierte die Bank letztmals mit der Volksbank Wewelsburg-Ahden eG mit dem Sitz in Wewelsburg. Diese entstand im Jahr 1969 als Spar- und Darlehnskasse Wewelsburg eGmbH durch die Fusion der Spar- und Darlehnskasse Ahden eGmbH mit dem Sitz in Ahden mit der Spar- und Darlehnskasse Wewelsburg eGmbH.

## Rechtsverhältnisse
Die Volksbank Elsen-Wewer-Borchen eG ist im Genossenschaftsregister beim Amtsgericht Paderborn unter GnR 221 eingetragen.

## Organisationsstruktur
Rechtsgrundlagen sind das Genossenschaftsgesetz und die durch die Vertreterversammlung beschlossene Satzung. Organe der Bank sind der Vorstand, der Aufsichtsrat und die Vertreterversammlung. Die Vertreterversammlung besteht aus gewählten Mitgliedern der Bank, welche die anderen Mitglieder vertreten.

## Sicherungseinrichtung
Die Volksbank Elsen-Wewer-Borchen eG ist der amtlich anerkannten Sicherungseinrichtung des Bundesverbandes der Deutschen Volksbanken und Raiffeisenbanken GmbH und der zusätzlichen freiwilligen Sicherungseinrichtung des Bundesverbandes der Deutschen Volksbanken und Raiffeisenbanken e.V. angeschlossen.

## Geschäftsausrichtung
Die Volksbank Elsen-Wewer-Borchen eG betreibt das Universalbankgeschäft und ist Teil der Genossenschaftlichen FinanzGruppe Volksbanken Raiffeisenbanken. Dabei kooperiert sie mit den anderen Verbundunternehmen. Sie ist Mitglied im Bundesverband der Deutschen Volksbanken und Raiffeisenbanken. Der gesetzliche Prüfungsverband ist der Genoverband e.V. Im Verbundgeschäft arbeitet sie mit der DZ Bank, R+V Versicherung, Bausparkasse Schwäbisch Hall, Teambank, VR Leasing, DZ Hyp und der Union Investment zusammen.

## Geschäftsgebiet
Das Geschäftsgebiet liegt im Zentrum des Kreises Paderborn mit Geschäftsstellen in Paderborner Stadtteilen sowie in Ortsteilen von Borchen und Büren.
An diesen Orten betreibt die Bank Filialen:
- Elsen (Hauptstelle, jur. Sitz)
- Wewer (Geschäftsstelle)
- Alfen (SB-Geschäftsstelle)
- Etteln (Geschäftsstelle)
- Kirchborchen (Geschäftsstelle)
- Wewelsburg (Geschäftsstelle)
- Nordborchen (SB-Geschäftsstelle)
- Ahden (SB-Geschäftsstelle)

Ebenfalls in Paderborn mit sich angrenzendem Geschäftsgebiet ist die VerbundVolksbank OWL eG ansässig.